# Giuseppe Nessi
Giuseppe Nessi (Bèrgam (Llombardia), 25 de setembre, 1887 - Milà (Llombardia), 16 de desembre, 1961) va ser un tenor operístic italià.

## Biografia
Nessi va debutar a Saluzzo el 1910, en el paper d'Alfredo a La traviata. No obstant això, per consell del reconegut director italià Tullio Serafin, la major part de la seva carrera es va centrar en papers de tenor de personatges. Va ser el principal tenor comprimario de La Scala entre 1921 i 1959, i també va actuar a la Royal Opera House, Covent Garden i al Festival de Salzburg amb Arturo Toscanini. Va crear, entre d'altres, els papers de Pong a Turandot, el sacerdot a Il re, Donna Pasqua a Il campiello i un arquer a Francesca da Rimini a l'òpera de Zandonai, més tard interpretaria regularment el paper de Malatestino, que esdevingué una de les seves parts més notables juntament amb Bardolph a Falstaff.

## Enregistraments
Com a tenor de personatges, Nessi tenia menys probabilitats que molts altres cantants de ser elegits per a un paper principal. Tanmateix, fa papers secundaris menors en diversos enregistraments importants, com ara:
- Les noces de Figaro (Wolfgang Amadeus Mozart) — Rolando Panerai (Figaro), Irmgard Seefried (Susanna), Mario Petri ( Comte Almaviva), Elisabeth Schwarzkopf (Comtessa Almaviva), Sena Jurinac (Cherubino), Luisa Villa (Marcellina), Silvio Maionica (Dr. Bartolo), Antonio Pirino (Don Basilio), Giuseppe Nessi (Don Curzio), Franco Calabrese (Antonio), Mariella Adani (Barbarina), Cor i Orquestra del Teatro alla Scala, Herbert von Karajan (1954) )[3]
- La sonnambula (Vincenzo Bellini) — Maria Callas (Amina), Cesare Valletti (Elvino), Giuseppe Modesti (Rodolfo), Eugenia Ratti (Lisa), Pier Luigi Latinucci (Alessio), Giuseppe Nessi (Notaro), Gabriella Carturan (Teresa), Cor i Orquestra del Teatro alla Scala , Leonard Bernstein (1955)[4]
- El barber de Sevilla (Gioacchino Rossini) — Tito Gobbi (Figaro), Luigi Alva (Il Conte Almaviva), Maria Callas (Rosina), Melchiorre Luise (Dr. Bartolo), Nicola Rossi-Lemeni (Don Basilio), Anna Maria Canali (Berta), Pier Luigi Latinucci (Fiorello), 'Giuseppe Nessi ' (Un oficial), Cor i Orquestra de la La Scala, Carlo Maria Giulini (1956)[5]
- Turandot (Giacomo Puccini) — Maria Callas (Turandot), Eugenio Fernandi (Calaf), Elisabeth Schwarzkopf (Liù), Mario Borriello (Ping), Renato Ercolani (Pang), Piero De Palma (Pong), Nicola Zaccaria (Timur), Giuseppe Nessi (L'emperador), Giulio Mauri (Un mandarí ),[6] Cor i Orquestra de la La Scala, Tullio Serafin (1957)[7]